# V1668 Cygni
V1668 Cygni es el nombre que los astrónomos le dieron a la nova aparecida en la constelación de Cygnus en el año 1978. La nova alcanzó un brillo máximo de magnitud 6.

## Coordenadas
- Ascensión recta: 21h 42m 35s
- Declinación: +44° 01' 57"